# Trolnitrate
Trolnitrate là một nitrat hữu cơ có hoạt tính giãn mạch được sử dụng để ngăn chặn hoặc cải thiện các đợt bộc phát của đau thắt ngực. Trolnitrate làm giãn các mạch vành vì hoạt động cơ bản của nó như là một chất ức chế cơ trơn, cũng như nitroglycerin (thuốc) và các nitrat hữu cơ khác.